# بي إي تي
بي إي تي (بالإنجليزية: BET)‏ اختصار إلى بلاك إنترتينمنت تيليفيجن (Black Entertainment Television)؛ هي قناة تلفزيونية كبلية أمريكية وهي جزء من وحدة شبكات فاياكوم سي بي إس الإعلامية المحلية التابعة لفاياكوم سي بي إس. بي إي تي هي الشبكة التلفزيونية الأبرز التي تستهدف الجماهير الأمريكية من أصول أفريقية، مع ما يقرب من 88,255,000 أسرة أمريكية (75.8٪ من الأسر التي لديها تلفزيون) تستقبل القناة. تمتلك القناة مكاتب في مدينة نيويورك ولوس أنجلوس وشيكاغو. كان المقر السابق للقناة في واشنطن العاصمة.
تتكون برامج الشبكة من مسلسلات تلفزيونية أصلية ومكتسبة وأفلام تم إصدارها بطريقة مسرحية مباشرة إلى فيديو. وبثت الشبكة أيضًا مجموعة متنوعة من البرامج الكوميدية، الأخبار، برامج القضايا الحالية، وبثت في السابق مقاطع فيديو موسيقى الراب والهيب هوب وموسيقى أر آند بي؛ الآن كل ما سبق أصبح يبث على قنوات مخصصة مختلفة تابعة للشبكة.